# Chiesa di Santo Stefano di Sessano
La chiesetta romanica dedicata a Santo Stefano (Sancti Stephani de Sexano) nel comune di Chiaverano sorge isolata ove un tempo si trovava l'abitato di Sessano, in una località alquanto suggestiva con grandi massi dioritici che affiorano nel suolo e, sullo sfondo, i boschi che ricoprono le pendici dell'Anfiteatro morenico di Ivrea. Il comune di Chiaverano, oltre al recupero dell'antico edificio di culto, ha finanziato la sistemazione dell'area circostante, ricavandovi anche un giardino di erbe officinali

## Struttura architettonica

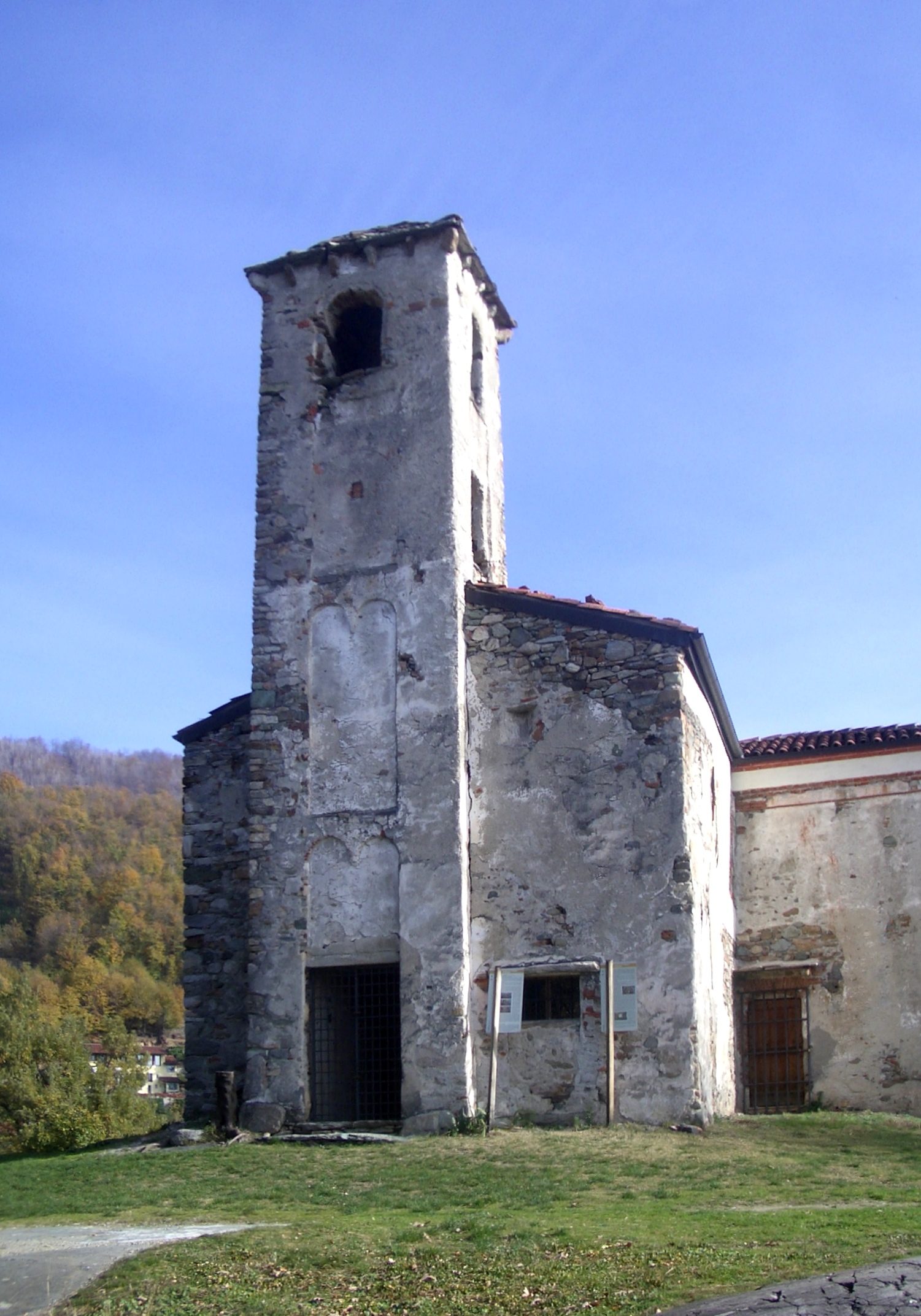
La facciata

Costruita nell'XI secolo, la chiesa rappresentava il luogo di culto per gli abitanti dell'antico abitato di Sessano che si spopolò già nel XIII secolo. Vista dalla facciata la chiesa mostra chiaramente la sua struttura architettonica con tre corpi di fabbrica: la navata unica con il tetto a capriate lignee, il campanile attraverso cui si accede alla chiesa e, posta sul lato meridionale, l'aula rettangolare della sacrestia aggiunta in epoca relativamente recente (sicuramente dopo il 1782 

La soluzione del clocher porche, vale a dire del campanile posto in facciata ed attraversato da una sorta di androne che dà accesso all'interno della chiesa, è poco diffusa in Italia, ma trova molteplici esempi nell'architettura romanica canavesana : infatti troviamo soluzioni analoghe a Settimo Vittone, a Bollengo, a Pecco e Lugnacco. 
Le mura sono costruite in pietra locale, rozzamente lavorata, con pochi inserti in mattoni. Assai suggestiva, dall'esterno, è la veduta dell'abside: quattro lesene dividono il semicilindro in tre campiture sulle quali si aprono altrettante monofore a doppia strombatura; più in alto è posta una serie di nicchiette cieche, quattro per ogni campitura, sormontate da archetti pensili in laterizio. Tra le nicchie e la copertura semiconica dell'abside (realizzata in "lose", sottili lastre di pietra) corre una cornice di mattoni posti a denti di sega.
All'interno della chiesa si nota come la struttura sia composta da tre campate, l'ultima delle quali in corrispondenza del presbiterio. La navata (larga 6 metri e lunga 15) è coperta da un tetto a capriate lignee, mentre il presbiterio che si apre oltrepassando l'arco trionfale, è sormontato da una volta a crociera rettangolare. Le pareti semicircolari dell'abside ospitano quanto resta degli antichi affreschi romanici.

## Gli affreschi dell'abside

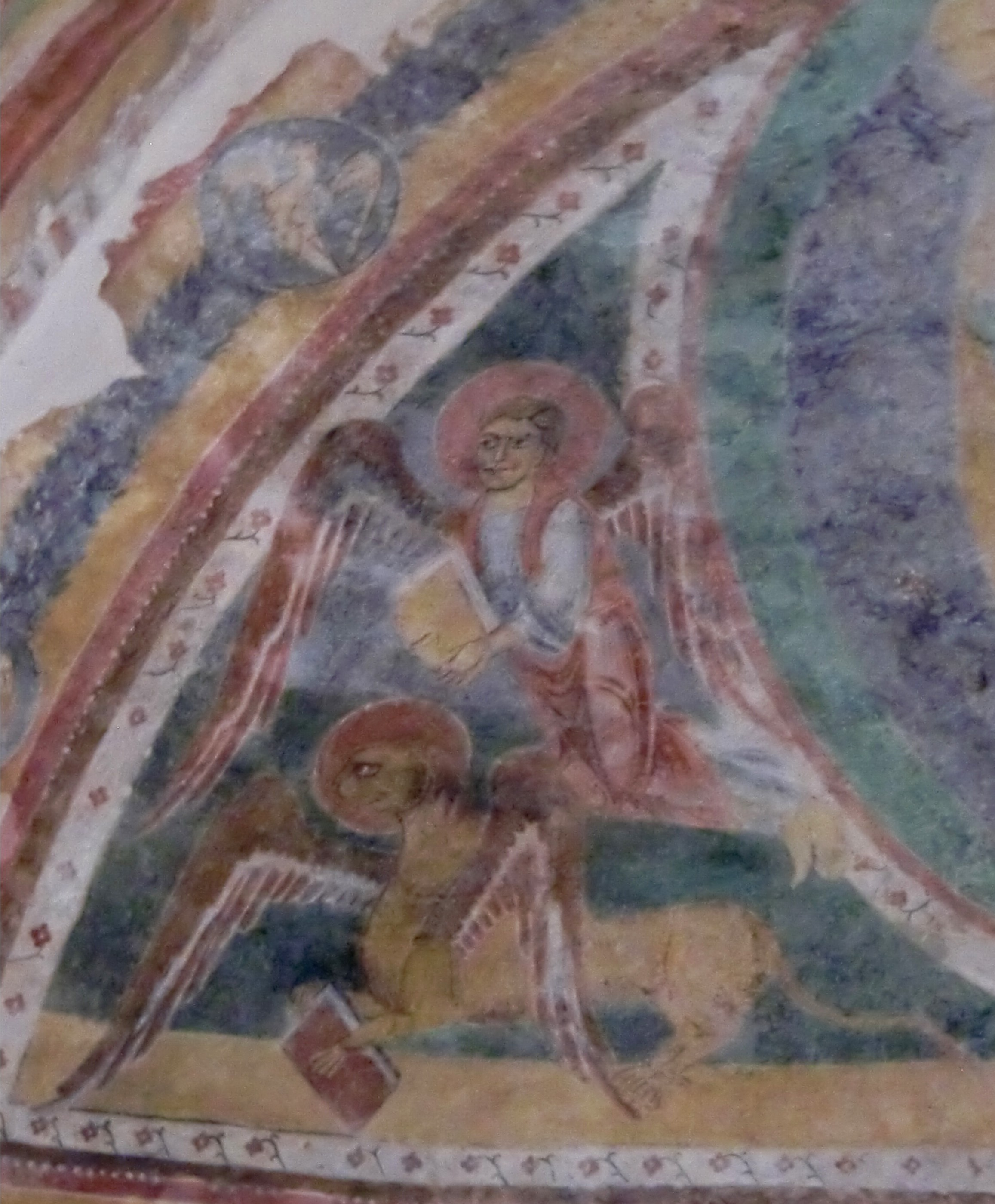
Affreschi dell'abside; il Tetramorfo, l'angelo di San Matteo e il leone di San Marco

La chiesa custodisce al suo interno un ciclo di affreschi databili alla metà dell'XI secolo che, per quanto compromessi dal tempo e dall'incuria, rappresenta verosimilmente il momento più alto dell'arte romanica in Canavese
Nel semicilindro dell'abside è posta alquanto deteriorata) la usuale teoria dei dodici apostoli, figure alle quali sono stati aggiunte , altre due immagini di santi: Santo Stefano protomartire, in posizione centrale, e un altro santo non riconoscibile. Sopra al registro con la teoria dei santi è collocato un festone con una serie di tondi animati da colombe aventi una fresca vitalità, espressione della vena zoomorfa presente nell'arte ottoniana. Il festone con le colombe prosegue anche a coronamento degli affreschi che popolano il catino absidale. 

Al centro del catino è visibile la mandorla con la figura (assai rovinata) del Cristo pantocratore, seduto in maestà direttamente sull'arcobaleno. Ai suoi lati si osserva la rappresentazione del Tetramorfo, con i simboli degli evangelisti impreziositi da grandi ali angeliche. Si tratta, dal punto di vista iconografico ed artistico, della parte del ciclo che più colpisce l'attenzione dello spettatore
Il "leone alato" dei Simboli evangelici rientra invece nella fauna fantasiosa – tra il mostruoso e il reale – che si arrampica proliferando sulle strutture murarie delle chiese romaniche [...]»
(A. Moretto, op. cit. in bibliografia, p. 43)

## Galleria d'immagini

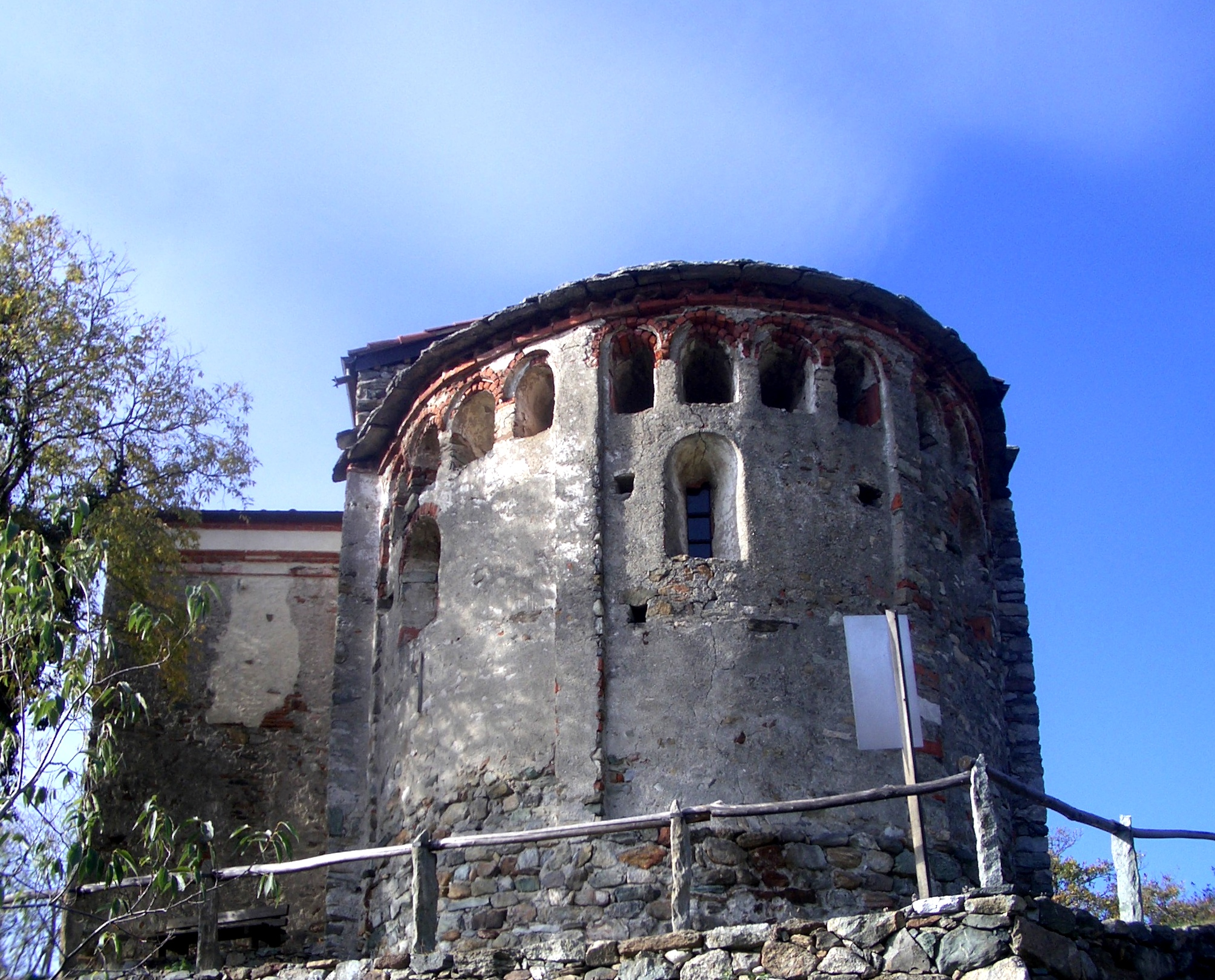
L'abside della chiesa
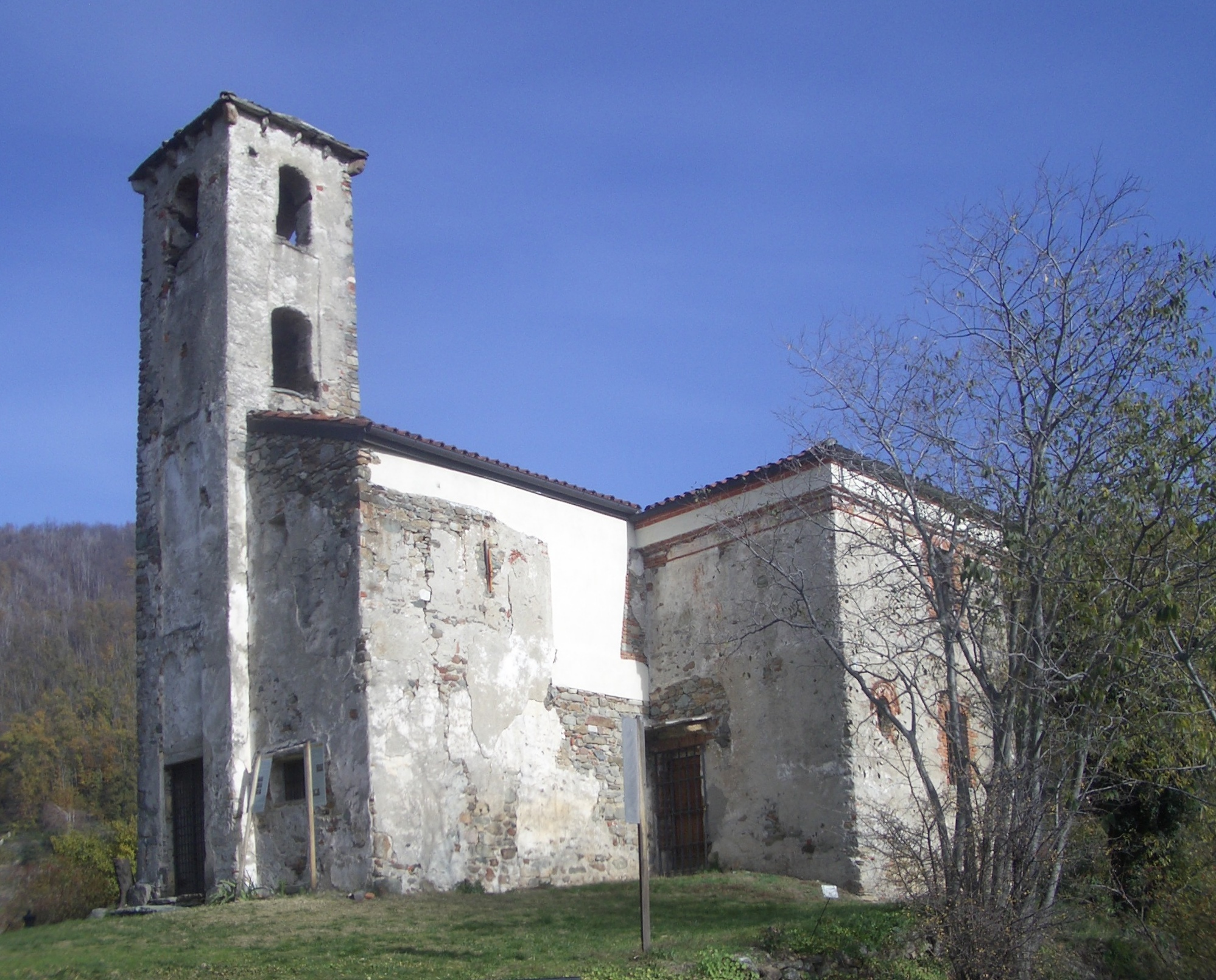
Il lato sud con la sacrestia
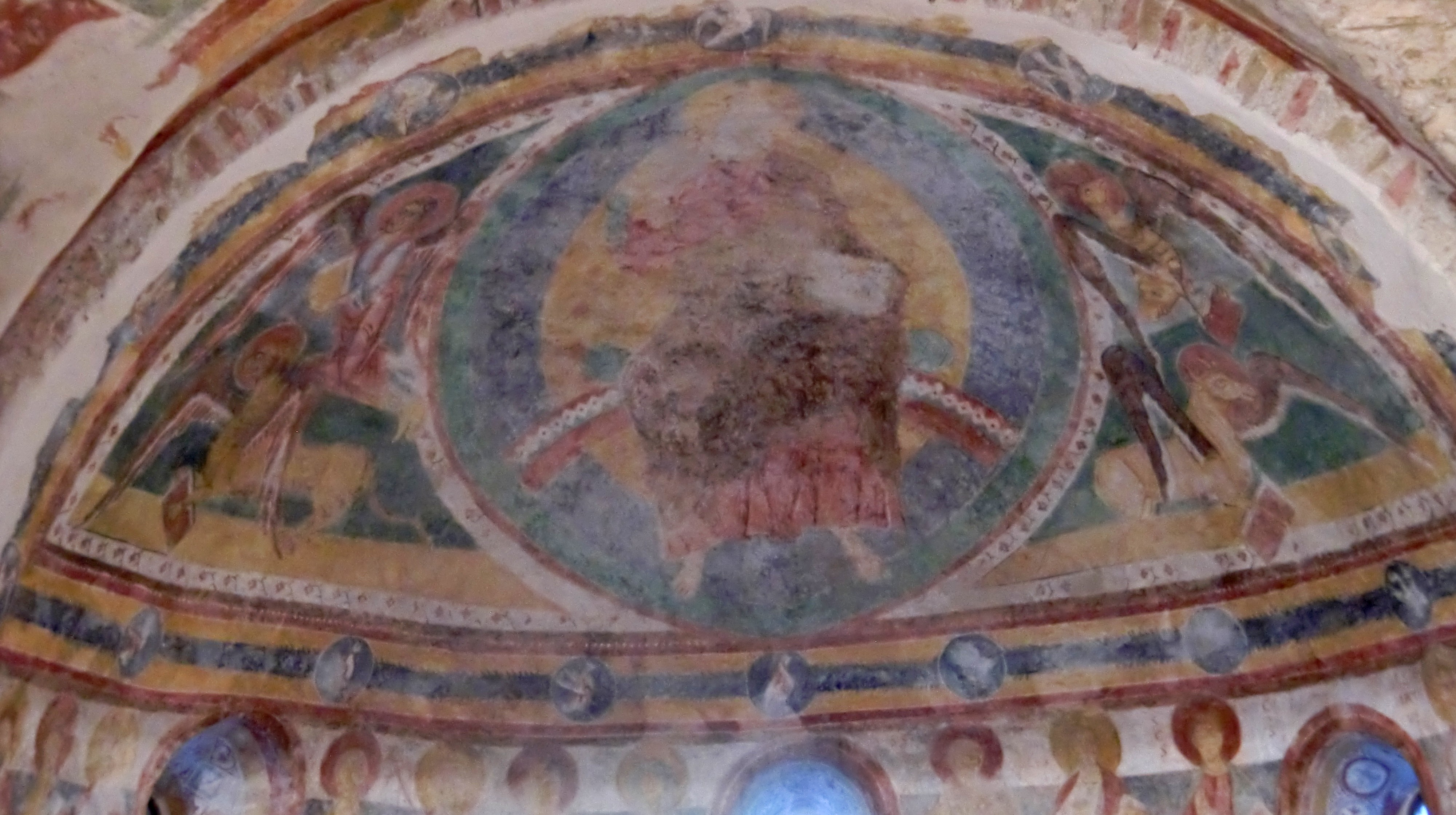
Gli affreschi del catino absidale
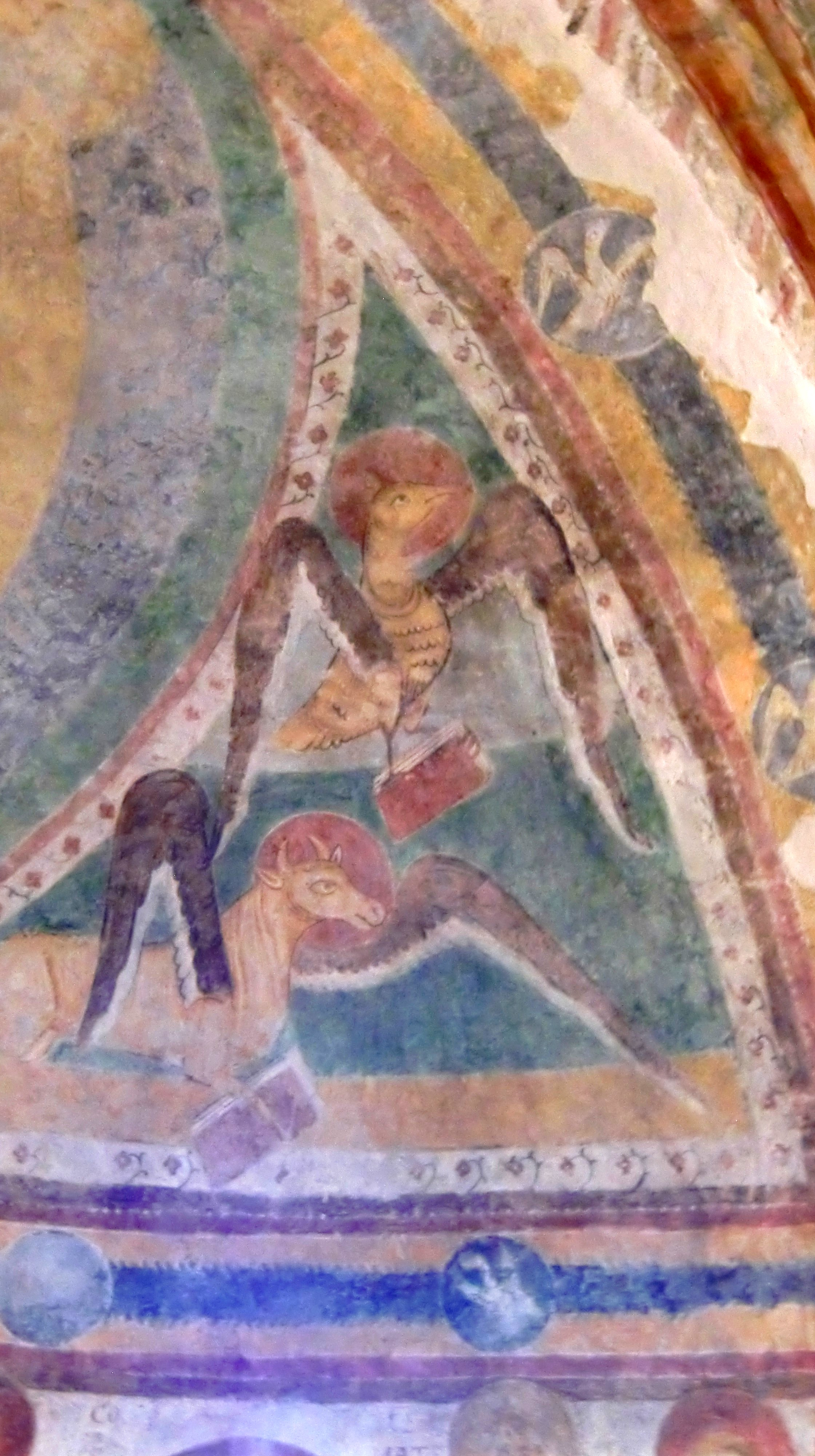
Il Tetramorfo, l'aquila di S. Giovanni ed il bue di S. Luca